# Babu Król
Babu Król – polski duet muzyczny, założony w 2012 roku przez członków zespołu Pogodno – Jacka „Budynia” Szymkiewicza i Piotra „Bajzla” Piaseckiego. 

## Dyskografia
| Sted                                                                  | - Data: 16 kwietnia 2012 - Wydawca: Duży Pies             | —  |
| Kurosawosyny                                                          | - Data: 16 kwietnia 2015 - Wydawca: Seeyousoon Recordings | 13 |
| Nowa Fala Polskiego Dansingu Vol I i II (Babu Król & Smutne Piosenki) | - Data: 8 marca 2019 - Wydawca: Mystic Production         | —  |
| "—" album nie był notowany.                                           |                                                           |    |

## Teledyski
| Tytuł                       |  | Rok  | Reżyseria                             | Album                                                                 | Źródło      |
| --------------------------- |  | ---- | ------------------------------------- | --------------------------------------------------------------------- | ----------- |
| "Niemowa"                   |  | 2012 | Maja Kimbar                           | Sted                                                                  | [ 5 ]       |
| "Biała lokomotywa"          |  | 2012 | Krzysztof Skonieczny                  | Sted                                                                  | [ 2 ]       |
| "Boska akademia"            |  | 2012 | Sebastian Juszczyk                    | Sted                                                                  | [ 6 ]       |
| "Czerwień"                  |  | 2015 | Sebastian Juszczyk                    | Kurosawosyny                                                          | [ 7 ]       |
| "A gdyby tak pójść w tango" |  | 2019 | Sebastian Juszczyk/Bartłomiej Biedroń | Nowa Fala Polskiego Dansingu Vol I i II (Babu Król & Smutne Piosenki) | [ 8 ] [ 9 ] |
| "Daj mi tę noc"             |  | 2019 | Sebastian Juszczyk                    | Nowa Fala Polskiego Dansingu Vol I i II (Babu Król & Smutne Piosenki) | [ 10 ]      |
| "Na sen"                    |  | 2019 | Sebastian Juszczyk                    | Nowa Fala Polskiego Dansingu Vol I i II (Babu Król & Smutne Piosenki) | [ 11 ]      |